# Astragalus dolichopodus
Astragalus dolichopodus es una especie de planta del género Astragalus, de la familia de las leguminosas, orden Fabales.

## Distribución
Astragalus dolichopodus se distribuye por Tayikistán.

## Taxonomía
Fue descrita científicamente por Freyn. Fue publicado en Bulletin de l'Herbier Boissier 2, 4: 1120 (1904).